# 冰河洗劍錄
《冰河洗劍錄》，梁羽生於1963年至1966年其間發表的武俠小說，為《雲海玉弓緣》後傳。

## 出版
1963年8月24日到1965年8月22日，在香港《新晚報》連載。最後定本共56回。

## 重要人物
- 江海天：江南之子，金世遺的大徒弟。
- 谷中蓮：唐努朗瑪，馬薩兒國王的三女兒，丘岩的養女，其後被谷之華收養。
- 金世遺：「毒手瘋丐」，武學大師。
- 谷之華：邙山派掌門，呂四娘之徒，孟神通之女，谷正朋的義女。
- 江南：陳天宇、姬曉風的義弟，原陳天宇的書童，江海天之父。
- 鄒絳霞：江南之妻，楊柳青之女，江海天之母。

## 故事簡介
皇家遺珠谷中蓮香，波興江南海天有情，俠士仗劍域外揚威，峰迴路轉武俠長卷。故事發生在厲勝男死後的第七年……
原陳天宇書僮江南與鄒絳霞成婚後，生有一子，取名江海天。一日江南在自家花園中教兒子武功，突來天魔教八名蒙面女子，借與江南比試之際，偷學江南武功，並劫持江海天而去。江南一家苦無對策，只得備好行裝，出門尋找兒子的下落。一日，江南在一無名客棧中遇到行事佯狂、處世灑脫的神偷姬曉風，兩人性情相投，義結金蘭。姬曉風自告奮勇去天魔教所在地徂徠山營救江海天。
江南來到岷山拜見岷山掌門人谷之華，正遇天魔教主姐姐繆夫人來岷山冒名認領谷之華的養女谷中蓮。谷之華識破真相，與江南聯手擊敗繆夫人。谷中蓮是南丐幫幫主翼仲牟寄居在谷之華足下，信物只有一件綴着天心石紐扣的花棉衣和一本龍力功譜，其身世至此仍是一個謎。這時天魔教主又來擾山要挾，隨後金世遺的仇人無名島主文廷璧也來到岷山，意在騙取中原上乘武學。岷山派處於危機之中，幸好金世遺及時趕到，打敗了文廷璧。事隔多年，金、谷再度相遇，一番傾談，說盡心中無限事。而這時厲勝男侄子厲復生卻現身江湖，並對金有着深深的誤會怨恨，一時又勾起金世遺多少傷心往事。厲復生任天魔教副教主，卻癡戀着天魔教主。
姬曉風為救江海天身受重傷。金世遺藝高膽大，在天魔教總舵中，獨力戰敗文廷璧、厲復生和天魔教主，救出了江海天。金世遺在江南家授藝三年，江海天武功初成，他便離開了江家，孤身再入江湖。隨後江南為幫助義兄陳天宇尋找被人劫持走的妻子幽萍也離家，不料一走竟是三年未歸。
其後江海天此時已長大成人，武功也有所成，他受母之命，外出尋父，從而掀起一場因怨情仇……

## 小說目錄
- 第一回　八女同來生異事　七年流落賸你阿媽
- 第二回　神偷妙手知何處　寶氣珠光動盜心
- 第三回　秘笈奉還求曲諒　佛珠空擲憤難平
- 第四回　毒酒甜言求秘笈　神偷妙技戲天魔
- 第五回　居然意外摧強敵　又見人間現俠蹤
- 第六回　情天報恨幽蘭怨　妖氣瀰空貴婦來
- 第七回　孤雛身世謎難解　魔女恩仇恨未平
- 第八回　索女登門較身手　飛杯裂案炫神功
- 第九回　雲開月現分真假　匕露圖窮辨友仇
- 第十回　深宵詫聽金猴吼　初會驚逢玉尺寒
- 第十一回　無多掩幔留香住　依舊窺人有燕來
- 第十二回　人海茫茫何處覓　鴻飛杳杳有誰知
- 第十三回　舊地重來增悵惘　故人何往惹相思
- 第十四回　驚心怪客傳書柬　孰料嬌娃是賊徒
- 第十五回　十分險惡羅奇禍　一片真誠感玉人
- 第十六回　古堡劫人來異獸　窮途引路有神鷹
- 第十七回　各逞奇能寒敵膽　欲憑絕學鬥強仇
- 第十八回　陷身不禁疑雲起　脫險還驚禍未消
- 第十九回　幽谷寒鴉添客恨　雪泥鴻爪惹人思
- 第二十回　望門投止驚奇變　月現雲開識詭謀
- 第二十一回　忽聞情海生波浪　又見伊人送藥來
- 第二十二回　燭影搖紅騰殺氣　刀光如雪鬧華堂
- 第二十三回　癡情未吐身先死　孽債難償燭已灰
- 第二十四回　痛失愛兒拼老命　驚看情侶鬥親娘
- 第二十五回　玉女有心隨俠士　少年仗義斥奸邪
- 第二十六回　聖寺竟容宵小輩　高僧無語對良朋
- 第二十七回　迷途大漠遭奇險　識路神偷遇故人
- 第二十八回　又見窮邊騰劍氣　忽聞域外起風雷
- 第二十九回　法王復位奸謀破　小俠遭殃魔女來
- 第三十回　不意桃源逢玉女　誰知王子是奸徒
- 第三十一回　神功憑借天心石　秘密深藏一紙書
- 第三十二回　善惡易分須抉擇　友仇難辨最彷徨
- 第三十三回　練得神功除大敵　喜聞義士護孤兒
- 第三十四回　惆悵冷宮窺隱秘　淒涼禁苑話前因
- 第三十五回　弟兄相見不相識　恩怨糾纏尚未明
- 第三十六回　骨肉團圓悲化喜　愛情交集夢如煙
- 第三十七回　神鷹展翅驚強敵　玉女施針表素心
- 第三十八回　異丐玄功傷毒婦　神偷妙手懾同行
- 第三十九回　冰彈玉劍誅羣醜　鐵掌罡風鬥法王
- 第四十回　柔情蜜意難消受　虎鬥龍爭各逞能
- 第四十一回　斬斷無明求正果　重翻舊夢惹相思
- 第四十二回　中年心事濃如酒　少女情懷總是詩
- 第四十三回　竟有使臣甘作賊　何來妙策解兵戎
- 第四十四回　一意懲凶難罷手　息爭無計苦思量
- 第四十五回　羣雄執意追兇手　少俠何堪見血償
- 第四十六回　欲贖前愆來捨命　認清首惡解仇冤
- 第四十七回　心事難言揮玉笛　風雲不測陷冰河
- 第四十八回　同命相憐疑幻夢　幽情互慰結知交
- 第四十九回　接木移花施妙計　變容易貌出奇謀
- 第五十回　異國闖宮遇妖婦　冰河比劍結新交
- 第五十一回　殘箋破鏡藏幽秘　同氣連枝是一家
- 第五十二回　願覓桃源同比翼　何堪毒手拆鴛鴦
- 第五十三回　冷焰搜魂施辣手　金杯敬酒逞機謀
- 第五十四回　同室操戈何慘酷　臨歧分手暗傷心
- 第五十五回　約會邙山懷敵意　相逢魔窟訴前因
- 第五十六回　玉匣還書消宿怨　冰河洗劍慶昇平

## 參看
- 武俠小說

## 外部連結
- 網路書店（页面存档备份，存于）